# École nationale supérieure de mécanique et des microtechniques
Die École nationale supérieure de mécanique et des microtechniques (ENS2M oder ENSMM) ist eine französische Ingenieurschule auf dem Campus der Universität der Franche-Comté in Besançon.
Sie ist Mitglied der Conférence des Grandes Écoles und der Polymeca. Die Schule ist auf Uhrmacherei und Mikrotechnik spezialisiert.

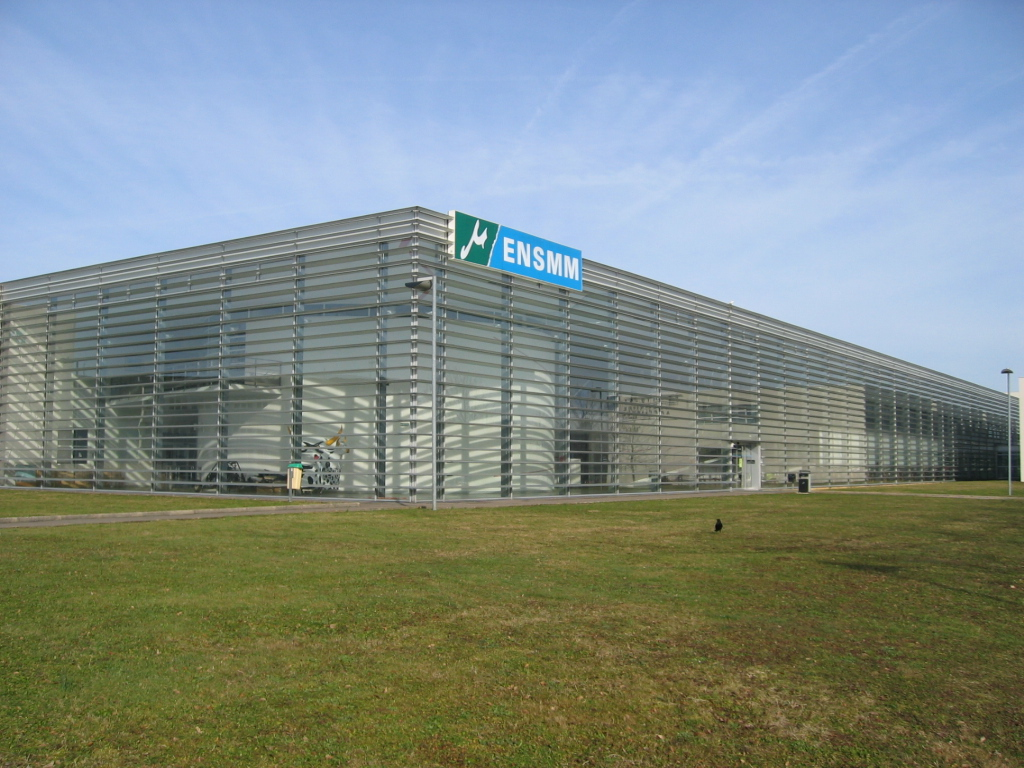
ENSMM

## Diplome ENSMM
Folgende Abschlüsse können an der École nationale supérieure de mécanique et des microtechniques erlangt werden:
- Master Ingénieur ENSMM
- Sechs Masters in Forschung Ingenieurwissenschaft
- Sechs Masters in beruflicher Ingenieurwissenschaft
- Graduiertenkolleg: PhD Doctorate

## Forschung und Graduiertenkolleg
In der Forschung und in den Graduiertenkollegien gibt es folgende Spezialisierungen:
- Automatische und mikro-mechatronisch Systeme
- Zeit-Frequenz
- Angewandte Mechanik
- Mikro-Nanowissenschaften und -systeme